# Бард, Люк
Люк Фрэнсис Бард (англ. Luke Francis Bard; 13 ноября 1990, Шарлотт, Северная Каролина) — американский бейсболист, питчер фарм-системы клуба Главной лиги бейсбола «Тампа-Бэй Рейс». На студенческом уровне играл за команду Технологического института Джорджии. На драфте Главной лиги бейсбола 2012 года был выбран в первом раунде.

## Карьера
Люк Бард родился в Шарлотте в Северной Каролине. Младший из трёх сыновей в семье. Его старший брат Дэниел профессиональный бейсболист, выступал за «Бостон Ред Сокс» и «Колорадо Рокиз». Двоюродный брат Джон Андреоли играл за сборную Италии по бейсболу. После окончания Христианской школу в Шарлотте, Бард поступил в Технологический институт Джорджии. Играл за студенческую команду «Джорджия Тех Йеллоу Джэкетс» в турнире NCAA. 
В 2012 году Барда в первом раунде драфта выбрала «Миннесота Твинс». Он выступал в системе «Миннесоты» за команды из Чаттануги и Рочестера. После окончания сезона 2017 года на драфте по правилу 5 права на него перешли к «Лос-Анджелес Энджелс». По итогам весенних предсезонных сборов Бард был включён в основной состав «Энджелс». В апреле он был выставлен на драфт отказов и вернулся в «Миннесоту». Всего в сезоне 2018 года Бард сыграл за «Лос-Анджелес» в восьми играх с пропускаемостью ERA 5,40. Ещё 32 игры он провёл в AAA-лиге в составе «Рочестер Ред Уингз».
В начале 2019 года Бард подписал с «Энджелс» контракт игрока младшей лиги. За основной состав клуба он сыграл 49 иннингов в 32 матчах, часть чемпионата проведя в AAA-лиги в составе «Солт-Лейк Биз». В сокращённом из-за пандемии COVID-19 сезоне 2020 года Бард сыграл в шести матчах. Суммарно за три года он провёл на поле 66 иннингов с пропускаемостью 5,05. Весь 2021 год он пропустил из-за травмы бедра. В октябре Бард получил статус свободного агента. В марте 2022 года он подписал контракт игрока младшей лиги с клубом «Тампа-Бэй Рейс».